# مرکز نرم‌افزار اوبونتو
مرکز نرم‌افزار اوبونتو، به (به انگلیسی: Ubuntu Software Center) یک سامانه مدیریت بسته گرافیکی سطح بالا برای Apt/Dpkg ست. این برنامه یک نرم‌افزار آزاد و متن‌باز است که با زبان برنامه‌نویسی پایتون، پای‌جی‌تی‌کی بر اساس جی‌تی‌کی+ نوشته شده. این برنامه به عنوان یک نرم‌افزار کاربردی گنوم توسعه داده شده است.
این برنامه همانند اوبونتو PPA توانایی افزودن و مدیریت مخازن نرم‌افزاری را دارد و مرکز نرم‌افزار اوبونتو هنچنین اجازه خرید نرم‌افزارهای تجاری و پولی را می‌دهد.
این برنامه از نسخهٔ ۱۶٫۰۴ اوبونتو حدف شده و مرکز نرم‌افزار گنوم جایگزین آن شده است.